# Jerzy Popiełuszko

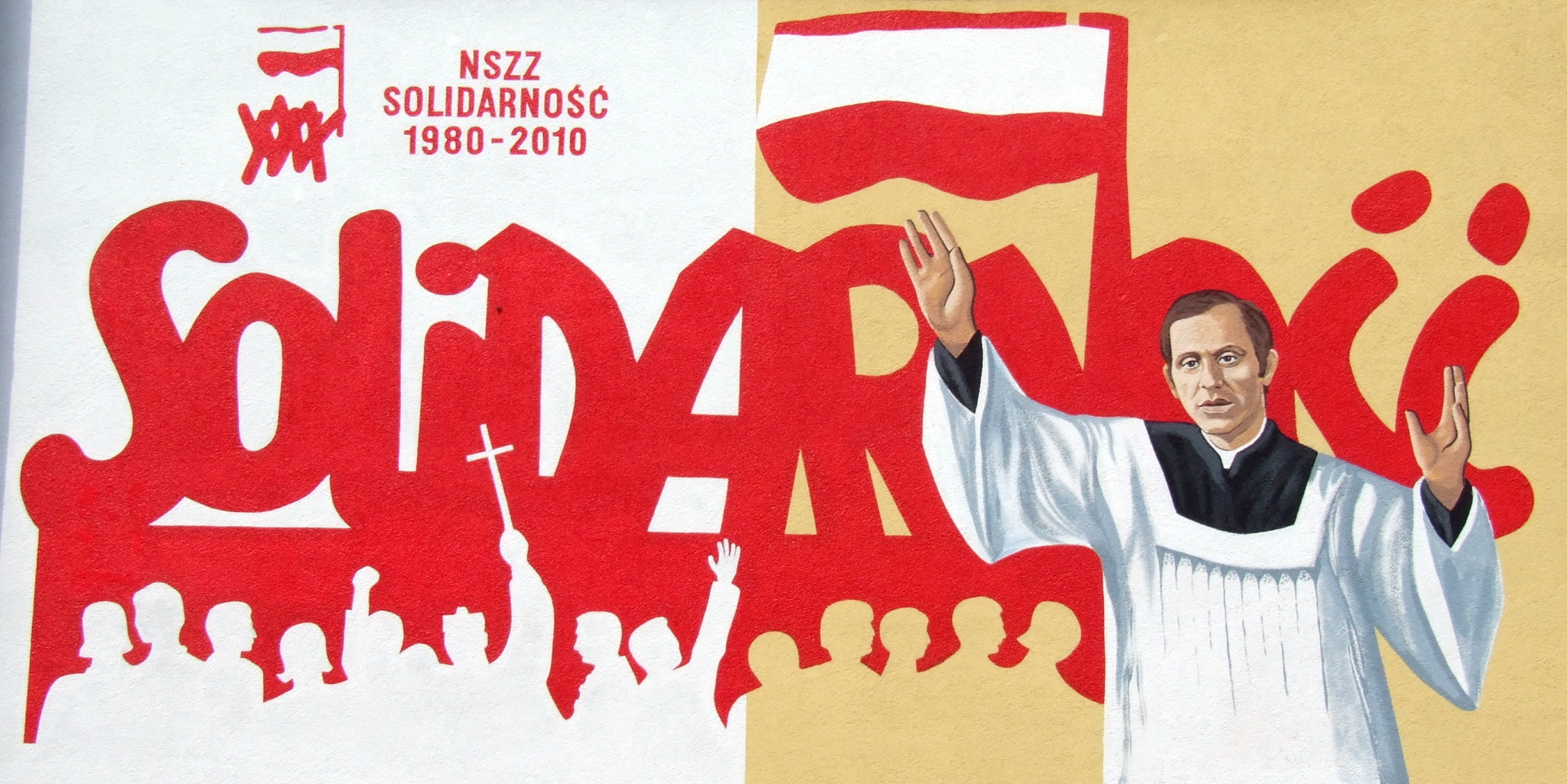
Solidaritet-märke med Jerzy Popiełuszko i Ostrowiec Świętokrzyski

Jerzy Alfons Popiełuszko, född 14 september 1947 i Okopy nära Suchowola, Polen, död 19 oktober 1984 i närheten av Włocławek, Polen, var en polsk romersk-katolsk präst som engagerade sig i fackföreningen Solidaritet. 1984 mördades han av den kommunistiska säkerhetspolisen Służba Bezpieczeństwa. Jerzy Popiełuszko saligförklarades 2010.
Popiełuszko verkade för en tid bland stålarbetare i Warszawa innan han engagerade sig i Solidaritet, som öppet motsatte sig och kritiserade Polens kommunistiska regim. I sina predikningar fördömde Popiełuszko kommunismen och uppmanade Polens befolkning till motstånd mot regimen. Den 13 december 1981 införde den kommunistiske partichefen Wojciech Jaruzelski "krigstillstånd" (undantagstillstånd) i syfte att bland annat få bukt med Solidaritet. Under denna tid, som varade fram till den 22 juli 1983, var det i princip endast Katolska kyrkan som öppet kunde kritisera regimen. Mässfirandet i Polens kyrkor gav även människor ett tillfälle att samlas för att diskutera det politiska läget.
Popiełuszkos predikningar blev med tiden alltmer fördömande mot det kommunistiska styret, och den kommunistiska säkerhetspolisen Służba Bezpieczeństwa försökte att skrämma honom till tystnad. När detta inte fick avsedd effekt, lät Służba Bezpieczeństwa fabricera bevis mot Popiełuszko, och han arresterades. Popiełuszko släpptes dock inom kort. 
Den 19 oktober 1984 kidnappade Służba Bezpieczeństwa Popiełuszko. Han blev ihjälslagen av tre män ur säkerhetspolisen, och hans kropp sänktes i vattenreservoaren i Wisła i närheten av Włocławek. Popiełuszkos sargade kropp återfanns knappt två veckor senare, den 31 oktober.
Mordet orsakade en folkstorm runtom i Polen. Mer än 250 000 personer närvarade vid fader Popiełuszkos begravning den 3 november, däribland Lech Wałęsa. 1997 inleddes Popiełuszkos saligförklaringsprocess. Jerzy Popiełuszko saligförklarades den 6 juni 2010 i Warszawa vid en mässa med Vatikanens sändebud, biskop Angelo Amato, som huvudcelebrant. Popiełuszkos mor, Marianna Popiełuszko, som nyligen fyllt 100 år, var närvarande.